# Медно-никелевые сплавы
Медно-никелевый сплав — сплавы на медной основе и содержащие в качестве основного легирующего элемента никель. В результате смешивания меди и никеля полученный сплав обладает повышенной стойкостью против коррозии, а электросопротивление и прочность возрастают. Cуществуют медно-никелевые сплавы двух типов: электротехнические и конструкционные.

## Конструкционные медно-никелевые сплавы
Конструкционные сплавы обладают высокой стойкостью к коррозии. К конструкционным сплавам относятся нейзильбер и мельхиор.
Мельхиор — является сплавом меди с никелем, иногда с добавками железа и марганца. Обычно в состав мельхиора входит 5—30 % никеля, ≤0,8 % железа и ≤1 % марганца, всё остальное — медь.
Нейзильбер — сплав меди с 5—35 % никеля и 13—45 % цинка.

## Электротехнические медно-никелевые сплавы
Данный вид сплавов обладает высоким электросопротивлением и термоэдс, к нему относятся копель и константан.
Константан — термостабильный сплав на основе меди (Cu) (около 59 %) с добавкой никеля (Ni) (39—41 %) и марганца (Mn) (1—2 %). Сплав имеет высокое удельное электрическое сопротивление (около 0,5 мкОм·м), минимальное значение термического коэффициента электрического сопротивления, высокую термоэлектродвижущую силу в паре с медью, железом, хромелем.
Копель — сплав, состоящий из следующих элементов: Ni (43—44 %); Fe (2—3 %); остальное — Cu.

## Применение
Медно-никелевые сплавы применяются для электрических аппаратов и элементов, таких, как реостаты, резисторы, термопары и т. д.; используются в производстве посуды, в медицинской промышленности, судостроении, художественных изделиях. Также используются для чеканки монет, например, для монет Банка России номиналом 1 и 2 рубля образца 1997 года и 10 копеек 1961 года. Начиная со второго квартала 2009 года, монеты Банка России номиналом 1, 2 и 5 рублей изготавливаются из стали с никелевым гальванопокрытием.